# Vysoká Libeň
Vysoká Libeň je vesnice, část obce Mělnické Vtelno v okrese Mělník ve Středočeském kraji. Nachází se asi 2,5 kilometru západně od Mělnického Vtelna. Prochází zde silnice I/16. Je zde evidováno 126 adres. Trvale zde žije 195 obyvatel.
Vysoká Libeň je také název katastrálního území o rozloze 10,76 km².

## Historie
První písemná zmínka o vesnici pochází z roku 1207.
Žije zde (k roku 2015) žokej Josef Bartoš, dvojnásobný vítěz Velké pardubické.

## Obyvatelstvo
| Rok            | 1869 | 1880 | 1890 | 1900 | 1910 | 1921 | 1930 | 1950 | 1961 | 1970 | 1980 | 1991 | 2001 | 2011 | 2021 |
| -------------- | ---- | ---- | ---- | ---- | ---- | ---- | ---- | ---- | ---- | ---- | ---- | ---- | ---- | ---- | ---- |
| Počet obyvatel | 406  | 540  | 561  | 521  | 551  | 541  | 545  | 377  | 313  | 306  | 260  | 223  | 195  | 272  | 274  |
| Počet domů     | 68   | 79   | 83   | 84   | 90   | 92   | 108  | 107  | 136  | 94   | 83   | 105  | 104  | 107  | 114  |

## Obecní správa
Při sčítání lidu v letech 1850–1979 Vysoká Libeň byla samostatnou obcí v okrese Mělník. Od 1. ledna 1980 je částí obce Mělnické Vtelno v okrese Mělník. V letech 1950–1979 k obci patřila Radouň.

## Další fotografie

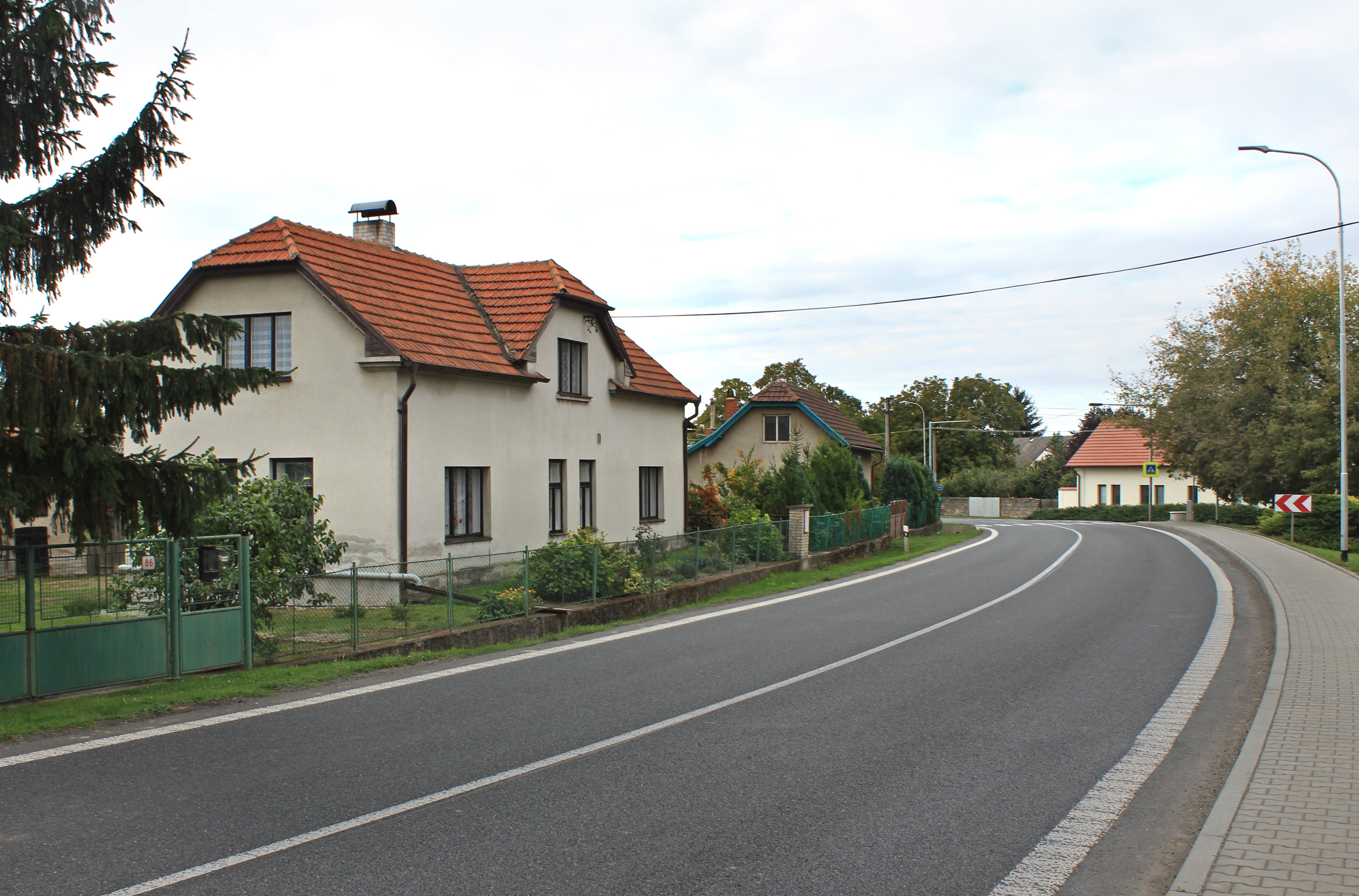
Silnice I. třídy č. 16 ve vsi
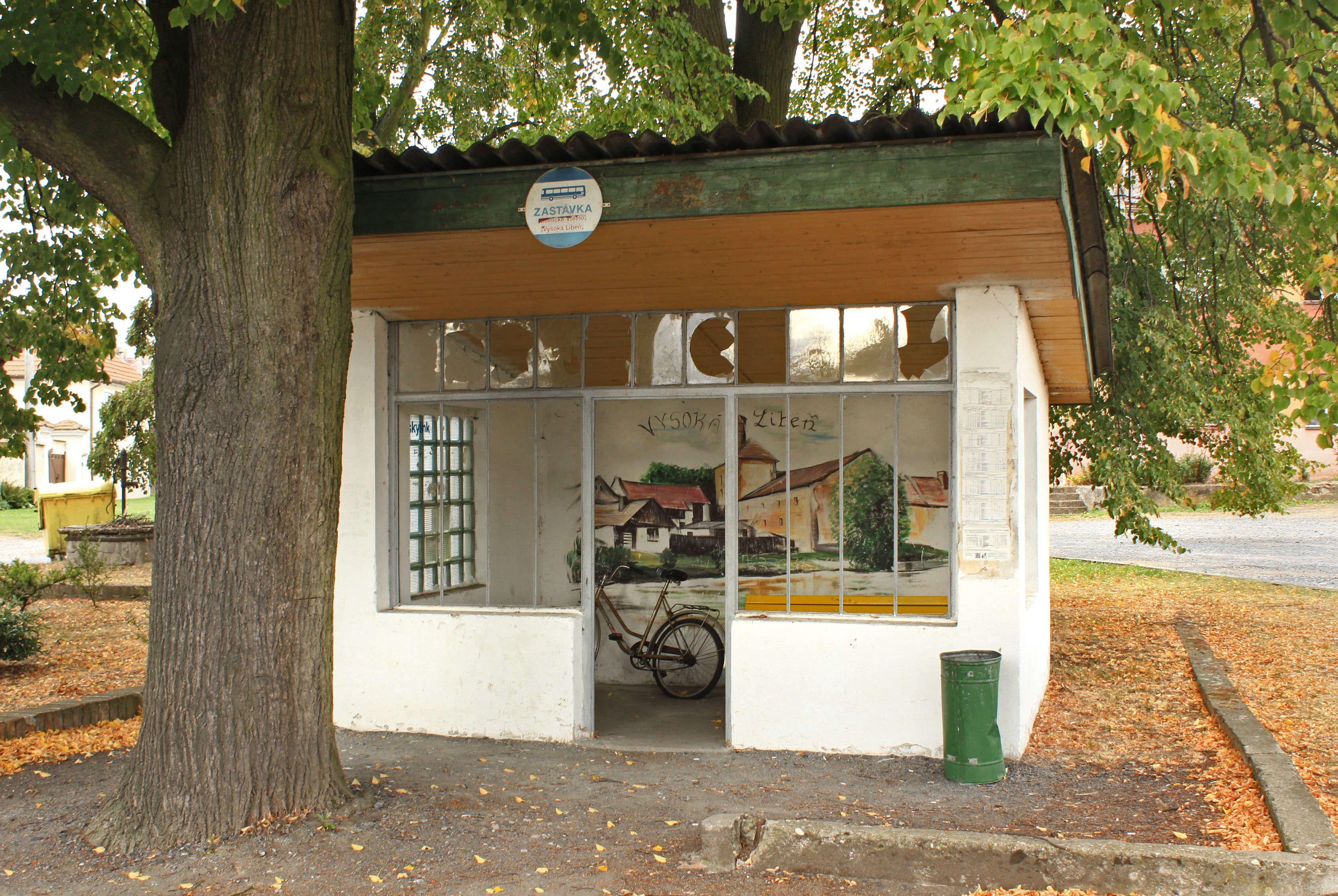
Malovaná zastávka
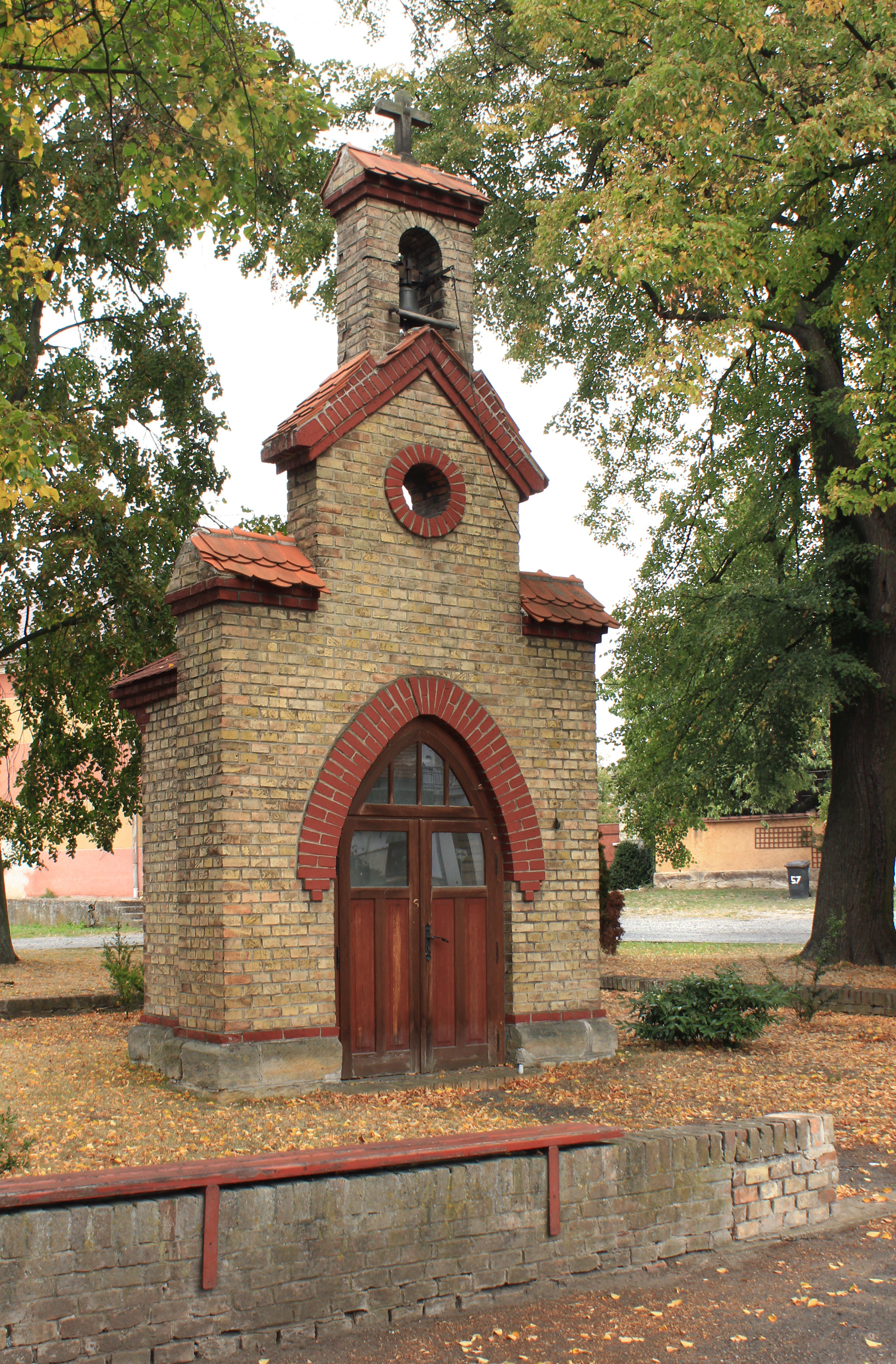
Kaplička se zvonicí